# Hasle Kommune
| Strukturdaten     | Strukturdaten            |
| ----------------- | ------------------------ |
| Fläche            | 115 km²                  |
| Einwohner         | 6.382 (2001)             |
| Kommune seit 2003 | Bornholms Regionskommune |

Hasle Kommune war bis Dezember 2002 eine dänische Kommune im damaligen Bornholms Amt auf der Insel Bornholm. Am 1. Januar 2003 wurde sie mit den Gemeinden Allinge-Gudhjem, Åkirkeby, Neksø und Rønne zur Bornholms Regionskommune zusammengeschlossen, welche von 2003 bis 2006 amtsfrei war, bevor sie 2007 in die Region Hovedstaden eingegliedert wurde.
Hasle Kommune entstand im Zuge der Verwaltungsreform von 1970 und umfasste folgende Sogn:
- Hasle Sogn
- Klemensker Sogn
- Nyker Sogn
- Rutsker Sogn